# Akagi Masao

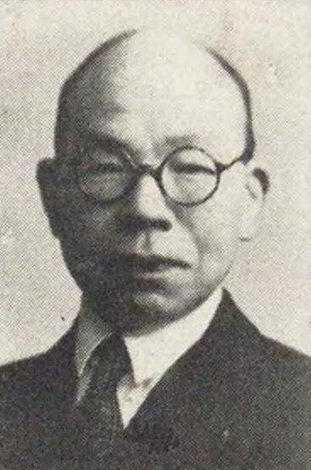
Akagi Masao

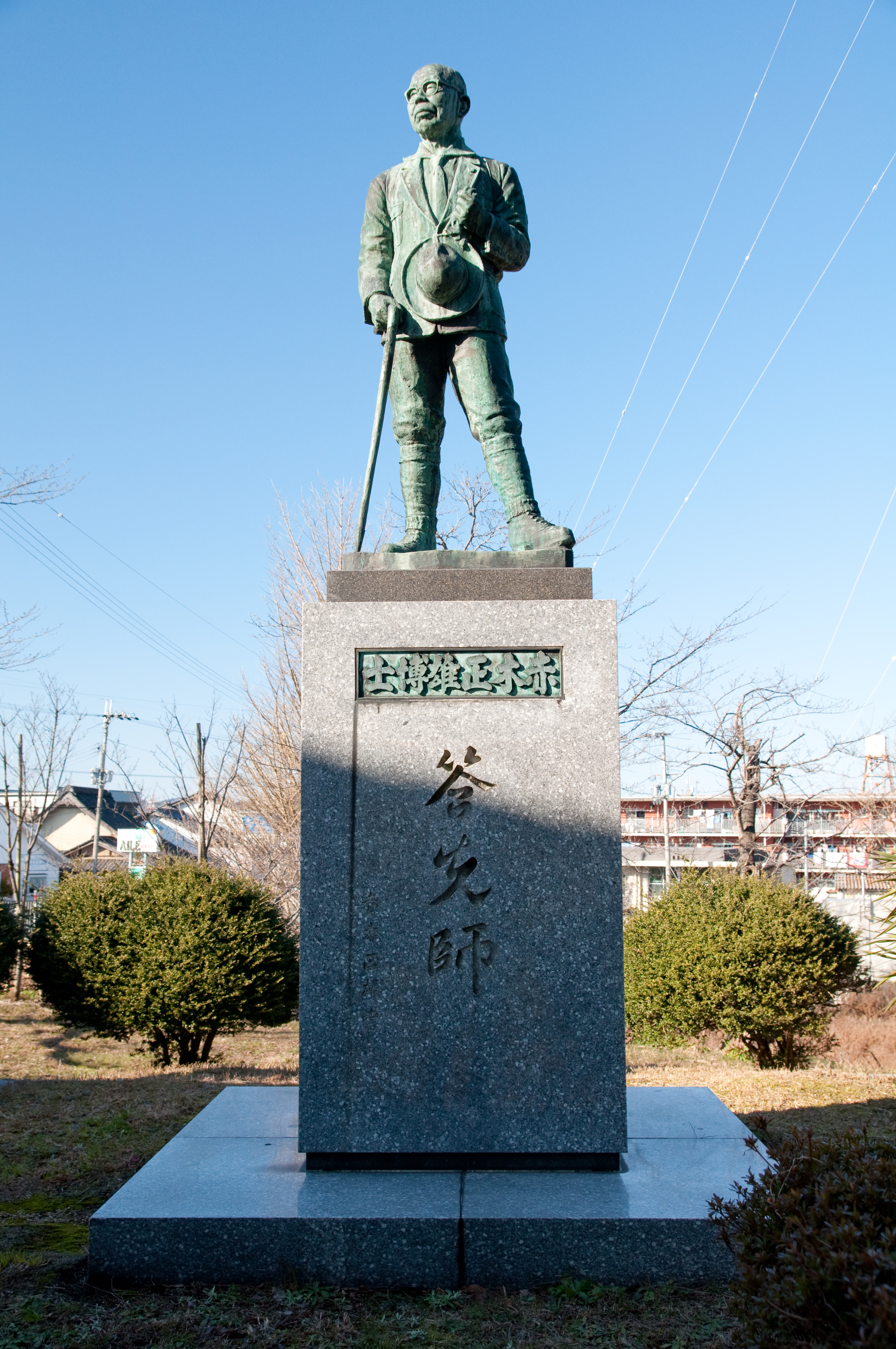
Denkmal in Toyooka

Akagi Masao (japanisch 赤木 正雄; geboren 24. März 1887 in Toyooka, Präfektur Hyōgo; gestorben 24. September 1972) war ein japanischer Ingenieur und Erosions-Fachmann.

## Leben und Wirken
Akagi Masao entstammte einer alten Großbauernfamilie Schon zur Schulzeit wurde er von den Untersuchungen Nitobe Inazōs angeregt, sich mit dem Auftreten von Erosion zu beschäftigen. 1914 schloss er seine Studien an der Agrar- und Forstwissenschaftlichen Fakultät der Universität Tokio ab und begann für das Innenministerium zu arbeiten.
Nachdem er sich 1923 in Australien weitergebildet hatte, führt er fortschrittliche Maßnahmen zur Kontrolle von Erosionen ein. Das geschah 1931 im Tateyama-Gebiet, dann am Rokkō (Kōbe). 1935 wurde er mit einer Arbeit über Erosion zum Doktor promoviert. 1936 gründete er die „Nationale Gesellschaft für Überflutungs- und Erosionsschutz“ (全国治水砂防協会, Zenkoku chisui sabō kyōkai).
Nach dem Ende des Pazifikkriegs ging Akagi in die Politik. Er wurde Reichstagsabgeordneter und war während des 3. Yoshida-Kabinetts Parlamentarischer Vizeminister im Bauministerium.
1971 wurde Akagi als Person mit besonderen kulturellen Verdiensten geehrt. Im gleichen Jahr erhielt er den Kulturorden.
2013 wurde Akagis Geburtshaus in Toyooka als Museum eröffnet.